# Nazionale maschile di hockey su ghiaccio del Messico
La nazionale di hockey su ghiaccio maschile del Messico (Equipo nacional de hockey sobre hielo de México) è controllata dalla Federazione di hockey su ghiaccio del Messico, la federazione messicana di hockey su ghiaccio, ed è la selezione che rappresenta il Messico nelle competizioni internazionali di questo sport.